# سيسلرية رقيقة
سيسلرية رقيقة (الاسم العلمي:Sesleria tenerrima) هي نوع من النباتات تتبع جنس السيسلرية من الفصيلة النجيلية.